# 伊塔佩塞里卡-达塞拉
伊塔佩塞里卡-达塞拉是巴西圣保罗州的一个市镇。总面积151.458平方公里，总人口162239人，人口密度1071.2人/平方公里。